# Rocks in the Head
Rocks in the Head è l'ottavo album in studio da solista del musicista britannico Roger Daltrey, pubblicato nel 1992.

## Tracce
1. Who's Gonna Walk on Water – 4:45
2. Before My Time Is Up – 5:05
3. Times Changed – 4:23
4. You Can't Call It Love – 4:15
5. Mirror Mirror – 4:46
6. Perfect World – 3:56
7. Love Is – 4:10
8. Blues Man's Road – 4:05
9. Everything a Heart Could Ever Want (Willow) – 4:20
10. Days of Light – 3:42
11. Unforgettable Opera – 4:48